# Brian Law
Brian John Law (født 1. januar 1970 i Merthyr Tydfil, Wales) er en walisisk tidligere fodboldspiller (forsvarer). Han spillede hele sin karriere i England, hvor han repræsenterede Queens Park Rangers, Wolverhampton Wanderers og Millwall.
Law spillede desuden én kamp Wales' landshold i perioden 1965-1972, en venskabskamp mod Sverige 25. april 1990, som waliserne tabte med 2-4.